# Knut Kristiansson
Knut Harald Kristiansson, född 13 september 1911 i Filipstad, död där 27 juli 1988, var en svensk konstnär och målarmästare. 
Kristiansson är som konstnär autodidakt. Han har medverkat i Värmlands konstförenings samlingsutställningar i Filipstad. Separat har han ställt ut i bland annat Filipstad 1952 och 1954, Ludvika 1953 och Arboga 1955. Han gav även lektioner i måleri bland hans elever märks Sven-Börje Johanérs och Lisbeth Häljesgård.
Hans konst består av landskap, figurkompositioner, samt enstaka porträtt.  
Nyström är representerad vid Filipstads lasarett och Filipstads folkskola. Totalt är han representerad med 10 verk i Filipstad kommuns konstsamling.